# San Martín de la Vega
San Martín de la Vega er en by og kommune i det centrale Spanien i Madrid-regionen. Den har et indbyggertal på 20.733 (2024) indbyggere.